# Chris Gorak
Chris Gorak és un director de cinema estatunidenc que va començar com a director d'art i dissenyador de producció. Va dirigir la pel·lícula de 2006 Right at Your Door i la pel·lícula de 2011 The Darkest Hour. Gorak va començar a treballar a la indústria del cinema a la dècada de 1990 com a director d'art. A la dècada del 2000, va treballar en diverses pel·lícules com a dissenyador de producció abans de convertir-se en director de cinema.

## Biografia
Gorak va assistir a la Universitat de Tulane on es va llicenciar en arquitectura. Va canviar la seva carrera pel cinema i va treballar com a director d'art per a directors com David Fincher, els germans Coen i Terry Gilliam. Quan Gorak va treballar com a dissenyador de producció a la pel·lícula de 2004 L'ombra d'un segrest, va expressar després als seus productors l'interès per la direcció cinematogràfica. El van desafiar a oferir alguna cosa viable, i va escriure un guió per a un curtmetratge previst titulat Right at Your Door. Finalment, va dirigir el thriller del 2006 Right at Your Door, que va dir que reflectia la impotència de les autoritats en un món posterior als atemptats de l'11 de setembre de 2001. Inicialment s'havia preocupat perquè la seva pel·lícula fos massa semblant a 28 Days Later, però va trobar inspiració en rodar amb un pressupost baix. Després de Right at Your Door, va planejar escriure i dirigir un drama policial titulat SIS. La pel·lícula no es va realitzar, i Gorak va dirigir la pel·lícula d'invasió alienígena The Darkest Hour, estrenada el 2011. L'octubre de 2013, Paramount Pictures va comprar el guió d'especificacions de ciència-ficció de Gorak Attach i va començar a desenvolupar una pel·lícula, de la que Gorak een seria director adjunt. Al febrer de 2017, Attach ja no estava sota Paramount, i l'actor Alex Russell va ser elegida per protagonitzar la pel·lícula.
Gorak és membre del Art Directors Guild.

## Filmografia
| Director artístic - Tombstone (1993) - The Grass Harp (1995) - Rosewood (1997) - Music from Another Room (1998) - Por i fàstic a Las Vegas (1998) - Fight Club (1999) - The Man Who Wasn't There (2001) - Minority Report (2002) (director artístic supervisor) | Disssenyador de producció - L'ombra d'un segrest (2004) - Blade: Trinity (2004) - Lords of Dogtown (2005) Film director - Right at Your Door (2006) (també guionista) - The Darkest Hour (2011) |